# Mater Ecclesiae
Mater Ecclesiae (en llatí: Mare de l'Església) és un monestir situat dins de la Ciutat del Vaticà.
El monestir, que té el nom d'un dels títols catòlics aplicats a Maria, està situat al turó Vaticà, dins dels Jardins vaticans i prop de la font Aquilone. Va ser construït entre 1992 i 1994 en lloc d'un edifici administratiu de la policia vaticana. La seva estructura està incorporada a la muralla lleonina. Està dividit en dues parts: la capella occidental i les cambres comunitàries i cel·les a orient (de forma rectangular, al costat de la font Aquilone, amb 4 pisos, amb 12 cel·les monàstiques al segon i al tercer pis, amb un refectori, magatzem, cuina, infermeria, arxius i oficina-estudi a la planta baixa i al soterrani). Al costat del monestir hi ha un hort.
Mater Ecclesiae va ser fundat pel Papa Joan Pau II per tal de tenir un grup de monges monàstiques dins del Vaticà, que preguessin pel Papa i per l'Església. Aquesta tasca inicialment va ser encarregada a l'orde de Santa Clara. Aquest nomenament, però, canvia cada 5 anys cap a un altre orde religiós femení. Amb l'inici de les tasques de renovació al novembre de 2012, les darreres monges marxaren.
El Papa emèrit Benet XVI es retirà al monestir el 2 de maig de 2013.

## Ordes religiosos residents
- Clarisses (1994–1999)
- Carmelites descalces (1999–2004)
- Benedictines (2004–2009)
- Visitadines (2009–2012)